# Pervomajskij rajon (Oblast' di Orenburg)
Il Pervomaiskij rajon (in russo Первомайский район?) è un rajon dell'Oblast' di Orenburg, nella Russia europea; il capoluogo è Pervomajskij. Istituito nel 1928, ricopre una superficie di 5.055 chilometri quadrati.